# Carlos, Infante de Portugal
D. Carlos de Portugal (Évora, 18 de fevereiro de 1520 - Lisboa, 15 de abril de 1521), foi um Infante de Portugal, primeiro filho do casamento do rei Manuel I de Portugal e de Leonor de Áustria.

## Biografia
Nasceu no Paço de São Francisco, em Évora, onde então se encontrava a Corte devido a um surto de peste que assolara a capital, a 18 de fevereiro de 1520.
A 21 de janeiro de 1521 a rainha sua mãe entrou na cidade de Lisboa com pompa e aparato, trazendo já o infante nos braços. Faleceu no Paço da Ribeira, em Lisboa, a 15 de abril do mesmo ano, com apenas 1 ano de vida, oito meses antes da morte do seu pai.
Foi sepultado no Mosteiro dos Jerónimos. Jaz no mesmo túmulo onde repousa o seu meio-irmão, o infante Luís, Duque de Beja.